# Bhutáni óriásrepülőmókus
A bhutáni óriásrepülőmókus (Petaurista nobilis) az emlősök (Mammalia) osztályának a rágcsálók (Rodentia) rendjébe, ezen belül a mókusfélék (Sciuridae) családjába tartozó faj.

## Rendszertani besorolása
Ezt az állatot, korábban a Hodgson-óriásrepülőmókus (Petaurista magnificus) alfajának vélték, azonban manapság önállófajnak számít.

## Előfordulása
A bhutáni óriásrepülőmókus előfordulási területe igen kicsi. Ez az állat, csak Nepál középső részén, az indiai Szikkim és Arunácsal Prades államokban, valamint a névadó Bhutánban található meg. Feltételezések szerint, a szomszédos Tibet déli, illetve Banglades északi erdeiben is élhet, bár ez tudományosan még nincs bebizonyítva.

## Alfajai
- Petaurista nobilis nobilis Gray, 1842 - szin: Petaurista nobilis chrysotrix (Hodgson, 1844)
- Petaurista nobilis singhei Saha, 1977

## Megjelenése
Az egyik legnagyobb testű repülőmókusfaj. A háti része gesztenyebarna, narancssárgás szőrvégekkel, míg a hasi része világos rozsdás-vörös színű. A feje teteje, a vállai és hátának közepén egy vékony csík világos vörös színű.

## Életmódja
A bhutáni óriásrepülőmókus elsősorban az 1500-3000 méter magasan fekvő mérsékelt övi lombhullató erdőket kedveli; ezek hiányában a fenyveseket sem veti el.

## Szaporodása
Habár keveset tudunk a szaporodásáról, az eddigi megfigyelések szerint úgy tűnik, hogy március és április között szaporodik.

## Fordítás
- Ez a szócikk részben vagy egészben  a   Bhutan giant flying squirrel című angol Wikipédia-szócikk ezen változatának fordításán alapul.  Az eredeti cikk szerkesztőit annak laptörténete sorolja fel. Ez a jelzés csupán a megfogalmazás eredetét és a szerzői jogokat jelzi, nem szolgál a cikkben szereplő információk forrásmegjelöléseként.